# Nannizzia obtusa
Nannizzia obtusa är en svampart som beskrevs av C.O. Dawson & Gentles 1961. Nannizzia obtusa ingår i släktet Nannizzia och familjen Arthrodermataceae.   Inga underarter finns listade i Catalogue of Life.